# Jean-Noël-Louis Boucher
Jean-Noël-Louis Boucher, francoski general, * 7. december 1882, † 17. april 1969.